# San Vicente (Chile)

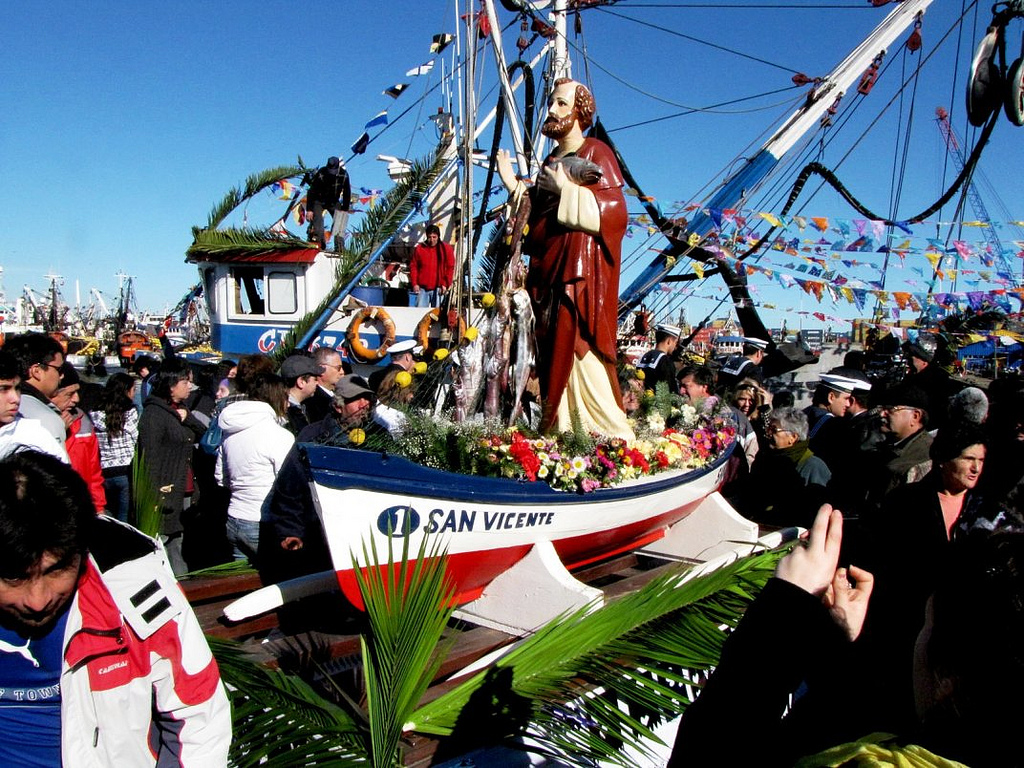
Celebración de San Pedro en las aguas del puerto de San Vicente

San Vicente es un sector de la comuna de Talcahuano y puerto de la región del Biobío, ubicado al oeste del sector El Arenal y al norte del sector Industrial y de la bahía de San Vicente.

## Historia

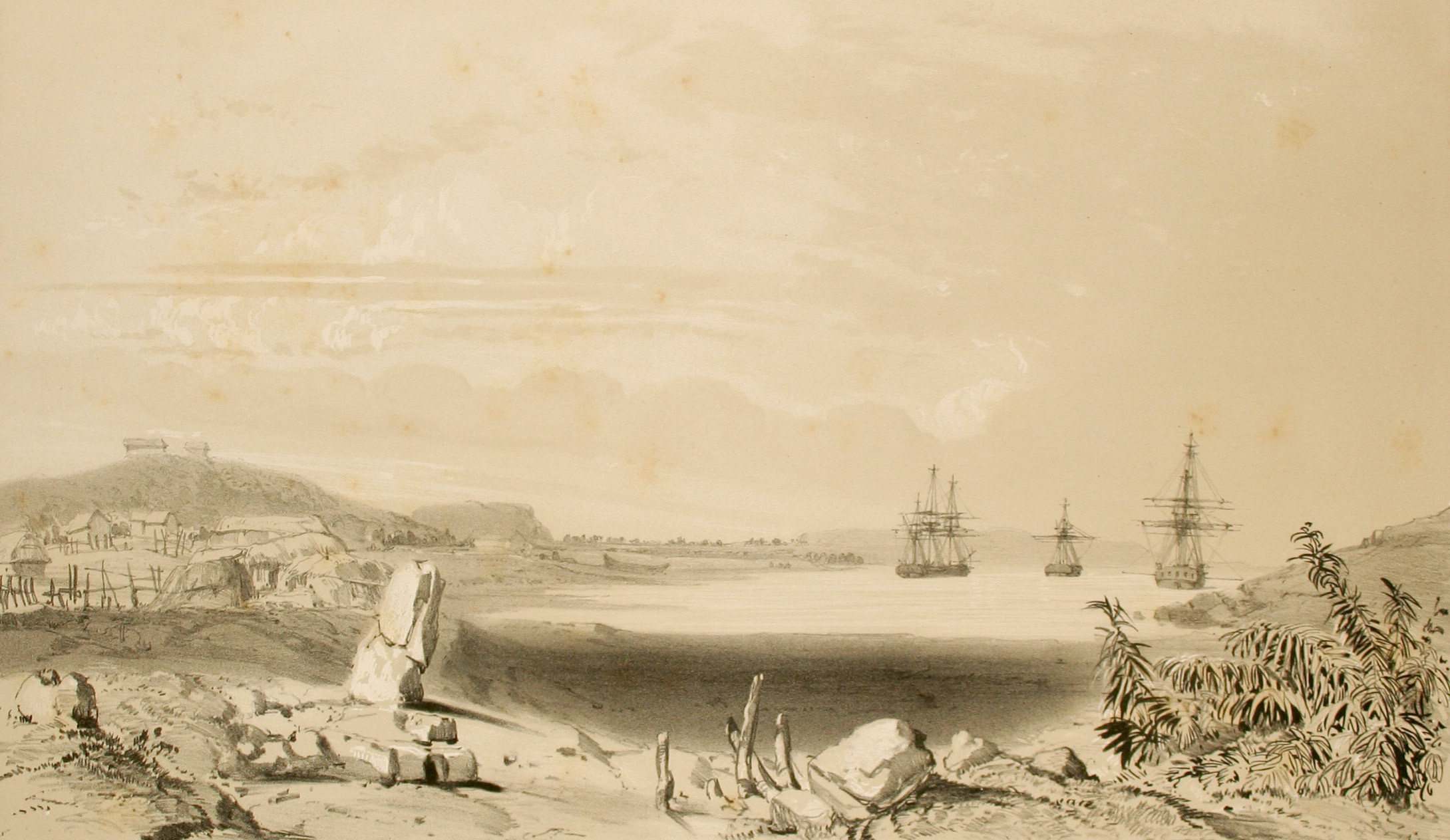
La bahía de San Vicente en 1846. Obra del francés Louis Le Breton (1818–1866).

San Vicente era un famoso balneario, con una gran playa de arenas negras que era bañada por la bahía homónima. Estaba unido a Talcahuano a través de la avenida Almirante Juan José Latorre, y se podía llegar a ella por ferrocarril, gracias a su antigua Estación San Vicente. También se construyó el Puerto de San Vicente para complementar al Puerto de Talcahuano, lo que incrementó el ingresó de la carga por modo carretero y ferroviario.
Con el tiempo esta localidad se fue uniendo a la ciudad de Talcahuano, hasta ser actualmente parte integrante de ella. Su actividad pesquera la hizo poseer la Escuela de Pesca de San Vicente. En 1970 el plantel se traslada a Las Higueras, denominándose Liceo Industrial de Las Higueras. También se encontraba el Hospital San Vicente, el que fue trasladado a Las Higueras conformando el actual Hospital Las Higueras.
En la década de 1990 ocurrió un gran incendio, que amenazó con encender los estanques de industrias petroleras, y fue el precursor de la integración y coordinación de los distintos cuerpos de bomberos y de otros organismos de orden, seguridad y emergencias, que luego evacuó en la formación de un Plan APEL. Este incendio significó la pérdida del puerto artesanal, y de numerosas industrias pesqueras y barcos.

## Límites
Los límites aproximados del sector son:
- Al norte con el sector Los Cerros
- Al este con la línea férrea y el sector El Arenal
- Al sur con el sector Gaete y el sector Industrial
- Al oeste con la bahía de San Vicente.

## Poblaciones
- San Vicente Sur
- San Vicente Norte
- Partal

Es un sector heterogéneo con viviendas de distinto tipo. En los sectores cercanos a la bahía se encuentran instalaciones pesqueras e industriales.

## Educación
Antiguamente se encontraba la Escuela de Pesca de San Vicente. Este plantel se fusionó con el Liceo Industrial de Segunda Clase de Talcahuano, ubicado en la avenida Cristóbal Colón entre Héroes de La Concepción e Ignacio Serrano, que fue devastado por incendio, el 13 de septiembre de 1951. Así, en 1953, nace la Escuela Industrial y de Pesca de San Vicente. Luego se produjo la decadencia de las especialidades pesqueras, frente a las industriales, dada la instalación de la Siderúrgica Huachipato. En 1963, se transforma en Escuela Industrial Superior de Talcahuano.
El establecimiento básico ubicado en este sector es el Colegio Básico San Vicente C-1200.
Existe la Escuela Particular Subvencionada Santa Cecilia N.º 7, ubicada en Colombia 264, la que tiene 64 años de existencia y es una de las más antiguas de Talcahuano.

## Economía y comercio
En San Vicente, el comercio está distribuido principalmente en la Avenida España y en Calle Brasil y calle Malaquías Concha, entre otras.
También es posible destacar la Feria Libre del Arenal, en la que la comunidad del sector, del centro, de El Arenal y sectores aledaños, va a comprar verduras, frutas, pescados frescos y otros, provenientes principalmente de la zona. Esta feria libre, se hace los días sábado en la calle Malaquías Concha, perteneciente a este sector, pero debe su nombre ya que antiguamente se hacía en la calle Valdivia del sector El Arenal. Luego fue trasladada a la calle David Fuentes, con motivo de la repavimentación de calle Valdivia, y por último trasladada a su ubicación actual.
En el sector se ubican Industrias Pesqueras, que dominan el sector cercano a la bahía. También existen astilleros, y maestranzas y otras instalaciones industriales. Otras instalaciones que destacan son los estanques de las empresas petroleras. Además hay un puerto artesanal y un puerto internacional.

### Puerto de San Vicente
El Puerto de San Vicente fue construido, para complementar las labores del Puerto de Talcahuano, debido a que este último tenía dos sitios, con poca profundidad. Así con el tiempo se operaron ambos puertos fiscales en conjunto. Luego los puertos fiscales formaron parte de la Empresa Portuaria de Chile, EMPORCHI. 
Con la mayor actividad del puerto en la década de 1980, se construyeron alternativas camineras. Dentro de esto, se construyó una unión entre las avenidas Juan Antonio Ríos y La Marina, lo que descongestionó los ejes principales del creciente tráfico de camiones. 
Luego se creó la filial de EMPORCHI, Empresa Portuaria Talcahuano San Vicente. El puerto fue sometido a un proceso de concesión que fue adjudicada, y se formó San Vicente Terminal Internacional, SVTI, que administra las instalaciones de este puerto, a través de un contrato de concesión que tiene vigencia hasta 2029.
En febrero de 2010, como consecuencia del terremoto del día 27, las instalaciones sufrieron daños severos, pero no se perdió su continuidad operacional. A raíz de estos daños, la Empresa Portuaria Talcahuano San Vicente y el concesionario SVTI, iniciaron un proceso de reconstrucción y ampliación del terminal, el que se encuentra en pleno proceso de finalización de obras.
Este proceso de ampliación de capacidad operacional incluyó la construcción de dos nuevos sitios con un calado promedio de 14 metros y la adquisición de dos grúas eléctricas STS.

## Turismo
Antiguamente destacaba su playa de arenas negras, hoy en día un punto destacado es su puerto artesanal en donde se pueden adquirir productos del mar.

## Servicios públicos
Dentro del sector se encuentran los siguientes servicios públicos, orientados a la comunidad porteña:
- Capitanía de Puerto de San Vicente, ubicada en avenida Latorre 1430, próximo al puerto comercial y terminal pesquero local.
- Undécima compañía del Cuerpo de Bomberos de Talcahuano "Bomba San Vicente.
- En calle Brasil el Consultorio San Vicente, hoy llamado centro de salud familiar (CESFAM), que sirve a este sector y a los sectores del Centro, El Arenal, El Morro y Gaete.

- Datos: Q6119746